# Huthi-Konflikt
Der Huthi-Konflikt war ein Bürgerkrieg im Jemen. Er begann im Juni 2004 mit dem Aufstand der Huthi gegen die jemenitische Regierung. Die Huthi sind eine terroristische Organisation der Zaiditen, einer schiitischen Glaubensrichtung, geführt von deren religiösem und politischem Führer Hussein Badreddin al-Huthi.
Der Konflikt endete 2014 vorläufig mit der Eroberung der Hauptstadt Sanaa durch die Huthi. Auf diese folgte allerdings die Militärintervention im Jemen seit 2015, durch die der Konflikt bis heute als Krieg weitergeführt wird.

## Geschichte
Die jemenitische Regierung versuchte im Sommer 2004, Hussein Badreddin al-Huthi, einen zaiditisch-schiitischen religiösen Chef der Schabab al-Mu'minen (Jugend der Gläubigen), ehemaligen Parlamentarier und Milizführer, zu verhaften. Dem folgten Kämpfe gegen die bewaffnete Huthi-Gruppe. Hussein al-Huthi wurde im September 2004 nach einer dreimonatigen Rebellion getötet. Der jemenitische Präsident Ali Abdullah Salih gewährte am 25. September 2005 den inhaftierten Anhängern (über 600 Personen) des schiitischen Predigers Amnestie; allerdings kam es später zu neuen Festnahmen und Verurteilungen, auch Todesstrafen.
Die jemenitische Regierung gab 2008 bekannt, die Huthi seien darauf aus, sie zu stürzen und schiitisches (religiöses) Recht einzuführen. Die Rebellen entgegneten, sie „verteidigten ihre Gemeinschaft gegen Diskriminierung und Regierungsaggression“. Die Huthi gelten in der internationalen Öffentlichkeit als von Iran finanzierte Terrororganisation.
Im August 2009 startete das jemenitische Heer die Offensive Operation Verbrannte Erde gegen schiitische Rebellen in der Provinz Saʿda. Hunderttausende Menschen flüchteten vor den Kämpfen. Der Konflikt nahm internationale Dimensionen an, als es am 4. November entlang der Grenze zu Zusammenstößen zwischen nördlichen Rebellen und saudischen Sicherheitskräften kam. Die Saudis starteten daraufhin eine Anti-Huthi-Offensive. Huthi-Führungspersönlichkeiten behaupten, die Beteiligung der USA am Krieg habe am 14. Dezember begonnen, als die US-Luftwaffe insgesamt 28 Angriffe geflogen habe.
Nach einem Waffenstillstand im Februar 2010 flammten die Auseinandersetzungen wieder auf. Viele der Gefechte fanden im Gouvernement Saʿda im nordwestlichen Jemen statt; andere in den benachbarten Gouvernements Haddscha, ʿAmrān und al-Dschauf und der saudischen Provinz Dschāzān.
Im Februar 2015 übernahmen die Huthi-Milizen offiziell die Macht über den Jemen und lösten das Parlament auf. Im März 2015 startete Saudi-Arabien in Abstimmung mit Ägypten die erste Offensive gegen sie.
Der Sicherheitsrat der Vereinten Nationen hat am 14. April 2015 mit 14 Ja-Stimmen und der Enthaltung Russlands die von Jordanien eingebrachte Resolution 2216 angenommen. Damit wird ein Waffenembargo gegen die Huthi-Rebellen im Jemen verhängt sowie Kontensperrungen und Reisebeschränkungen gegen Abdul-Malik al-Huthi und Ali Abdullah Salih ausgesprochen. Zudem fordert der Sicherheitsrat den Rückzug aus den besetzten Gebieten.

## Hintergrund

Der seit 2004 verwendete Slogan der Huthi-Bewegung verdammt Juden, wünscht den USA sowie Israel den Tod und beschwört die Größe Allahs und den Sieg des Islam.

1962 beendete eine vom damaligen ägyptischen Präsidenten Gamal Abdel Nasser unterstützte Revolution im Königreich Jemen die über tausendjährige Herrschaft der schiitisch-zaiditischen Imame, die ihre Abstammung auf den Propheten des Islam, Mohammed, zurückführten. Das im Norden des Landes gelegene Saʿda war deren Hochburg. Seit dem Sturz wurde die Region wirtschaftlich weitgehend ignoriert und blieb unterentwickelt. Die jemenitische Zentralregierung hatte wenig Einfluss in Saʿda.
Während des Bürgerkriegs 1994 halfen die in Saudi-Arabien herrschenden Wahhabiten der Regierung bei ihrem Kampf gegen den sezessionistischen Süden.
2009 standen sich in dem Konflikt die überwiegend sunnitische Regierung des Jemen und schiitische Kämpfer gegenüber. Letztere wurden oder werden angeblich von der Islamischen Republik Iran unterstützt, was viele Regierungen arabischer Länder beunruhigt.
Huthi-Kämpfer beschuldigten Jemeniten und Saudis, sich mit al-Qaida zu verbünden. In einem Interview (2009) sagte Yahya al-Huthi, jemenitischer Flüchtling und Bruder des Huthi-Aufstandsführers Abdul-Malik al-Huthi, die jemenitische Regierung rekrutiere al-Qaida-Terroristen, um die Huthi zu bekämpfen.
Örtliche Quellen haben auch berichtet, dass dschihadistische Veteranen, die in Irak und Afghanistan gekämpft hatten, sich dem jemenitischen Militär gemeldet hätten, um Huthis zu bekämpfen.
Neben den politischen Strukturen spielen im Jemen traditionelle Stammesstrukturen eine große Rolle; darüber hinaus wird das aggressive und terroristische Auftreten des „islamischen Staates“ im Land als eine neue Stufe der Eskalation bewertet.

## Ausländische Beteiligung

### Iran und Libanon
Sowohl die saudische wie die jemenitische Regierung werfen Iran vor, heimlich Waffen über das Rote Meer zu transportieren. Im Oktober 2009 fing die jemenitische Marine nach eigenen Angaben ein iranisches Schiff ab, das Waffen geladen hatte. Jemens staatlich kontrollierte Presse behauptete, Huthi-Rebellen würden jenseits des Roten Meeres geschult – in einem von Iran unterhaltenen Lager in Eritrea. Jemens Präsident Ali Abdullah Saleh behauptete, Mitglieder der von Iran unterstützten Hisbollah-Miliz aus dem Libanon würden sie unterrichten. Die jemenitischen Behörden behaupteten, dass der langjährige Führer der Huthi-Rebellen, Hussein al-Huthi (getötet 2004), Qom zu besuchen pflegte, eine der heiligsten Städte des schiitischen Irans. Keiner dieser Vorwürfe wurde bis 2009 von unabhängigen Beobachtern bestätigt und die iranische Regierung bestreitet jede Beteiligung.
Im Jahr 2012 bestätigten dagegen Beamte der USA und Indiens, dass nicht nur Telefonate zwischen Schmugglern und der iranischen al-Quds-Einheit bezüglich der Versorgung mit Kalaschnikows und RPGs abgehört worden seien, sondern auch Lieferungen abgefangen wurden. Auch der Schmuggel von Sprengstoff soll versucht worden sein.
2015 bezieht sich dagegen Spiegel Online in einem Artikel auf nicht näher genannte Experten, die „bezweifeln […], dass Iran tatsächlich nennenswert Einfluss auf die Rebellen hat“, wobei Einfluss und Unterstützung nicht gleichzusetzen sind.
Im Februar 2016 wurde von der australischen Fregatte Darwin eine iranische Dau aufgebracht, die Tausende Kalaschnikows und Dutzende RPG-7 aus Iran zu den Huthi schmuggeln sollte. Bereits im Januar 2013 war eine aus Iran kommende Dau mit chinesischen MANPADS, RPG-7, Munition für Kalaschnikows und Plastiksprengstoff abgefangen worden.

### Saudi-Arabien
Die Huthi-Rebellen rückten nach Jahren des politischen Chaos und der Gewalt im Jemen im Sommer 2014 auf die Hauptstadt Sanaa vor, erreichten sie im September 2014, nahmen sie mit Unterstützung von gegen die Zentralregierung gerichteten Stämmen und ungehindert vom Salih-treuen Militär ein und setzten mit der faktischen Einnahme der Stadt zugleich auch die Zentralregierung de facto ab. Anfang 2015 drohte der Golf-Kooperationsrat den Huthi-Milizen mit Maßnahmen zum Schutz der arabischen Halbinsel. Der im Januar 2015 als jemenitischer Präsident zurückgetretene Abed Rabbo Mansur Hadi floh Anfang Februar 2015 zunächst nach Aden, widerrief aber am Tage des regulären Ablaufs seiner Amtszeit seinen Rücktritt und erklärte Aden zur Landeshauptstadt. Während Hadi versuchte, die Legitimität der internationalen Gemeinschaft für sich zu bewahren und die Gelder, die die internationale Gemeinschaft in den politischen Transitionsprozess investierte, nach Aden zu holen, versuchten die Huthis, die Macht in Sanaa zu konsolidieren und einen Staat aufzubauen, wofür sie Aden erobern wollten, um Hadi politisch auszuschalten und Legitimität nach außen zu erlangen.
Nachdem die Huthi-Milizen 9 von 21 Provinzen des Landes erobert hatten, spitzte sich die Lage im März 2015 weiter zu. Saudi-Arabien versuchte, die Rebellen von ihren Zielen abzuhalten. Nachdem auch Aden als von Hadi ausgerufene Interimshauptstadt an die Rebellen zu fallen drohte, griff eine unter saudischer Führung stehende Militärallianz militärisch ein und begann am 26. März 2015 eine Militärintervention mit Luftangriffen im Jemen. Gleichzeitig floh Hadi Ende März 2015 vor den gegen Aden vorrückenden Huthis nach Riad in Saudi-Arabien, von wo aus er die Unterstützung gegen die Huthis mobilisierte und versuchte im Exil weiterzuregieren. Um die militärischen Kräfte zu bündeln, bildete sich im Dezember 2015 die Islamische Militärkoalition unter Führung Saudi-Arabiens.

### Jordanien, Marokko, Pakistan
- Berichte von jordanischen Verwicklungen wurden erstmals von der iranstämmigen arabischen Zeitung Sada-Najdhejaz am 21. November 2009 veröffentlicht. Die Zeitung behauptete, Jordanische Kommandos aus der saudischen „Tabuk Military Base“ seien Huthis in den Nordjemen gefolgt und hätten sie dort bekämpft. Jordanien würde darüber hinaus Hilfseinheiten bereitstellen, um das saudische und jemenitische Militär zu unterstützen.[3] Es wird geschätzt, dass Jordanien 2000 Soldaten im Jemen stationiert hat.[3]
- Das marokkanische Engagement wurde im Dezember 2009 bekannt. Es wurde geschätzt, dass hunderte von marokkanischen Elitetruppen, überwiegend Fallschirmjäger und Kommandoeinheiten, welche für Aufstandsbekämpfungsoperationen trainiert wurden, in den Jemen geschickt wurden, um die jemenitisch-saudische Offensive gegen die Huthi zu unterstützen.[3]
- Informierte Politiker, ebenso wie die pakistanische Tageszeitung Jang, berichteten davon, dass Pakistan eine Einheit von 300 Spezialkräften in den Jemen stationiert hat, um dem Kampf gegen die Huthis zu unterstützen.[4]

### USA und Deutschland
Bereits im Dezember 2009 hatten die Vereinigten Staaten der jemenitischen Regierung Waffen und logistische Unterstützung zur Verfügung gestellt. Diese dienten der Bekämpfung mutmaßlicher Verstecke der radikal-zaiditischen Huthi-Rebellen. Badreddin Huthi behauptete in einer Erklärung, dass in der USA-Offensive moderne Kampfjets und Bomber gegen jemenitische Kämpfer eingesetzt wurden.
Die Bundesregierung verteidigte im November 2013 ihre milliardenschweren Rüstungsexporte nach Saudi-Arabien. Das Land habe in der Region eine stabilisierende Funktion.

## Humanitäre Auswirkungen
Im April 2008 schätzte das UN-Hochkommissariat für Flüchtlinge, dass der Konflikt 77.000 interne Vertriebene (IDP) in der Nordregion Saada geschaffen habe.

## Einsatz von Kindersoldaten
Businesseurope und Islamic Relief-Worldwide berichteten vom Missbrauch von Kindern durch die Huthi-Rebellen als Kindersoldaten. Im November 2009 gingen über 400 Kinder zum UNDP-Büro in Sana'a, um gegen Huthi-Missbrauch der Rechte des Kindes zu protestieren.